# فرودگاه ویگرام
فرودگاه ویگرام  (به انگلیسی: Wigram Aerodrome) یک فرودگاه همگانی است . این فرودگاه در کشور نیوزلند قرار دارد و در ارتفاع ۲۳ متری از سطح دریا واقع شده است.